# Антунеш, Жуан
Жуан Антунеш (англ. João Antunes; 30 сентября 1642, Брага, Португалия — 28 ноября 1712, Лиссабон) — португальский архитектор и скульптор, один из крупнейших представителей архитектуры в стиле барокко в Португалии. Придворный архитектор короля Педро II. Автор ряда достопримечательностей португальской столицы, например — Национального Пантеона Санта-Энграсия (National Pantheon Santa Engrácia).

## Жизнь и творчество
Родился в провинции Миньу, на крайнем севере страны. Архитектурно-художественное образование получил во время проведения работ по восстановлению дворца Рибейру. Наиболее известной его работой является начатое в 1682 году возведение собора Санта-Энграсия в Лиссабоне. Здание возведено в полном соответствии с канонами стиля барокко в архитектуре, в основании имеет форму греческого креста и белоснежный, как будто парящий в воздухе фасад. Среди других значительных сооружений, возведённых под руководством Жуана Антунеша, следует назвать лиссабонские церкви Сан-Элой (начало строительства в 1694 году, разрушена во время лиссабонского землетрясения в 1755 году) и Рождества Господня (Menino Deus, строительство велось в 1711—1737 годах). Эти сооружения имеют форму прямоугольников с загнутыми углами, то есть они восьмиугольные. Обе церкви были богато украшены плитами из итальянского мрамора и в своём дизайне указывают на значительное итальянское культурное влияние, имевшее место также и при португальском королевском дворе конца XVII — первой половины XVIII столетий. Также такая форма проектирования церковных зданий оказалась впоследствии весьма затребованной как в Португалии, так и в её заморских колониях, в том числе в Бразилии. В 1699 году мастер назначается на пост королевского архитектора.
Значительным событием в португальской архитектуре стало также строительство Антунешем в 1704 году церкви Господа Иисуса в Барселуше. Как и собор Санта-Энграсия, она имеет форму греческого креста, как бы вписанного в шестиугольник. Зодчий также занимался реставрацией святилища собора в родной ему Браге. Был автором многих алтарей в церквях и капеллах частных лиц (церковь св. Антония в Лиссабоне и капелла Лиссабонского собора — последняя была разрушена во время лиссабонского землетрясения 1755 года). Замечательным произведением искусства барокко является мраморный, украшенный королевскими гербами саркофаг принцессы Жуаны, португальской святой, находящийся при монастыре Иисуса в Авейру, изваянный Ж. Антунешем. В этой работе мастера также сильно влияние итальянского барокко. В 1693 году по проекту Ж. Антунеша в Лиссабоне строится Дворец Бенпоста (т. н. Дворец Королевы).

## Галерея

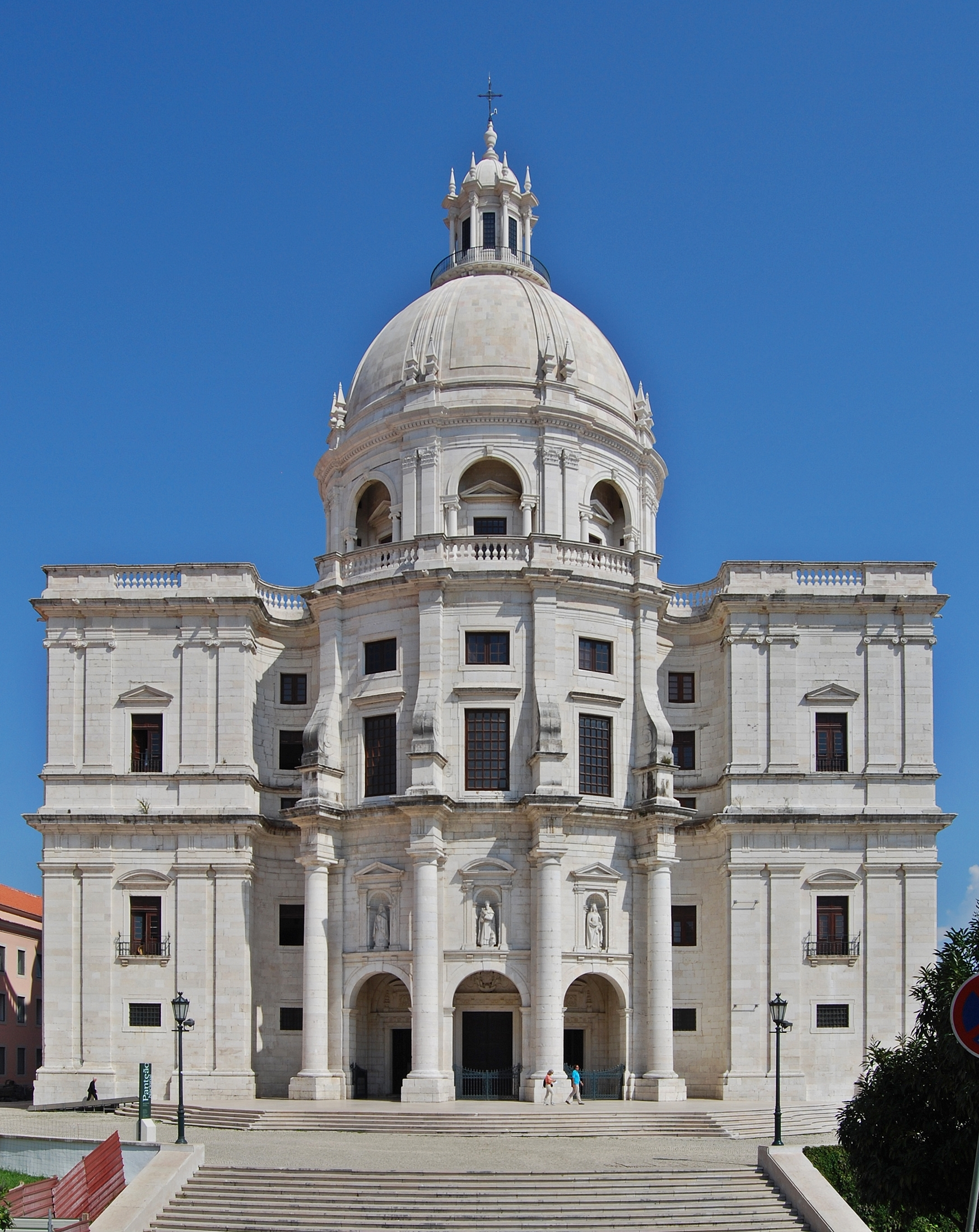
Собор Санта-Энграсия, Лиссабон.
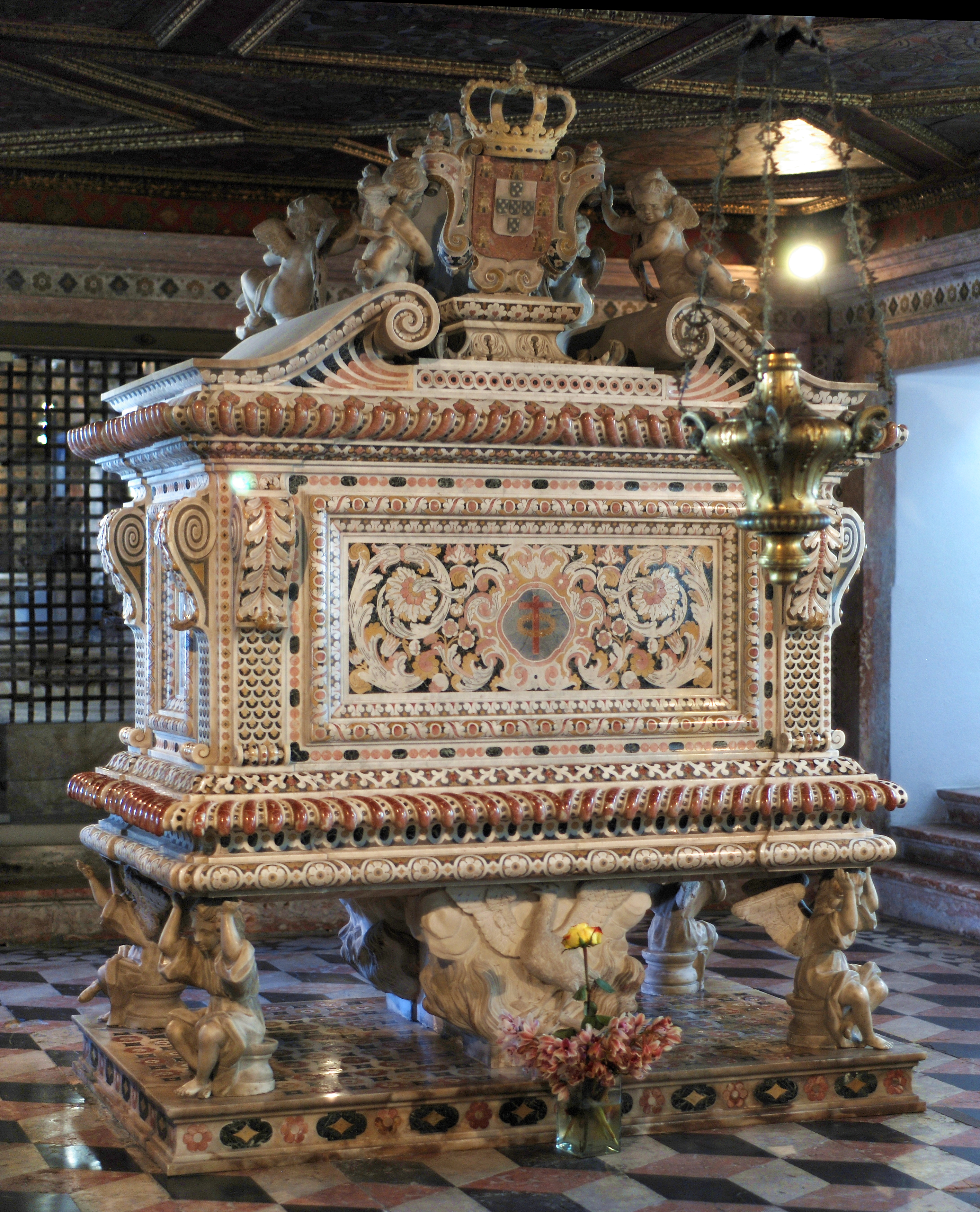
Саркофаг принцессы Жуаны, Авейру.
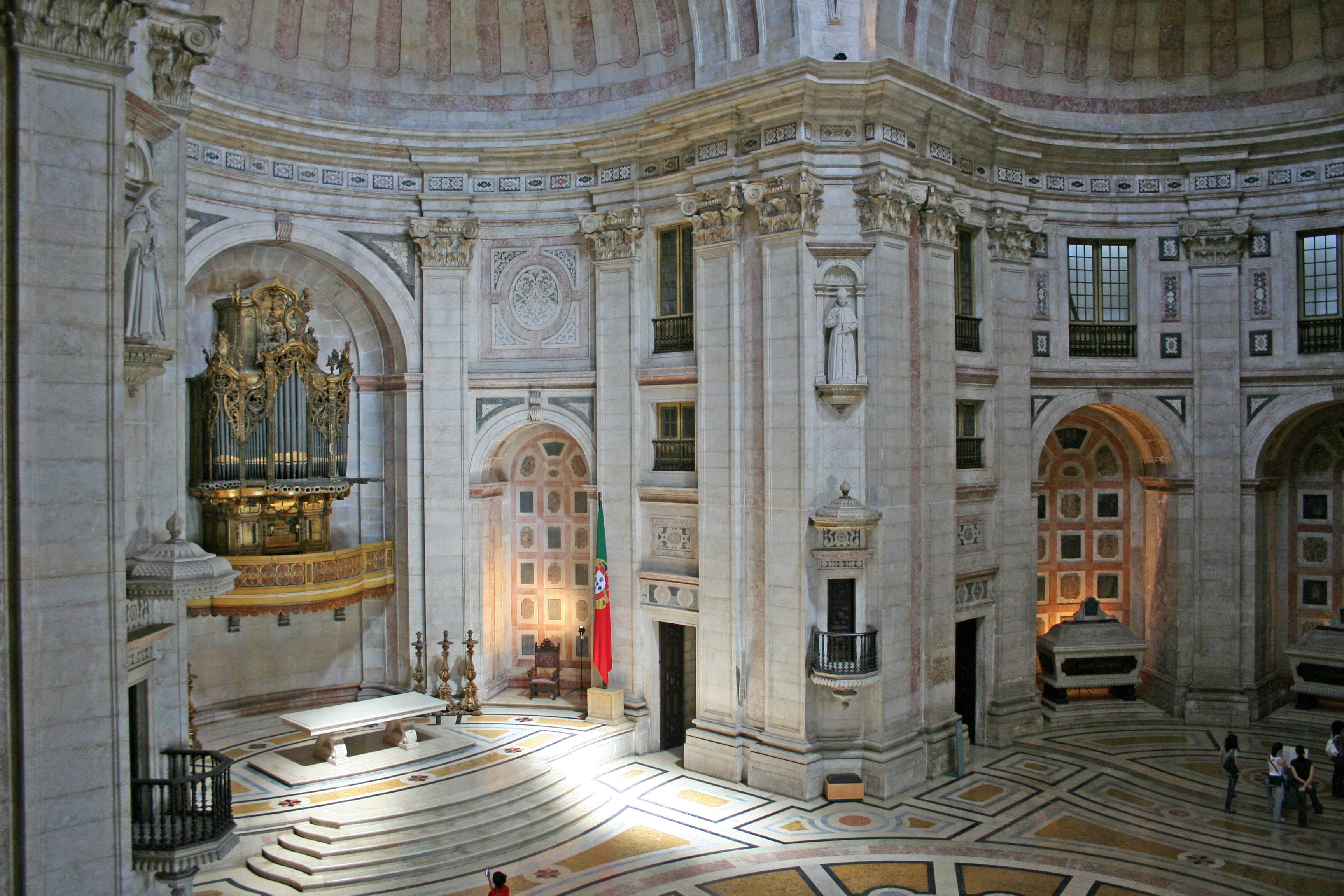
Внутренний вид собора Санта-Энграсия (Национальный Пантеон).
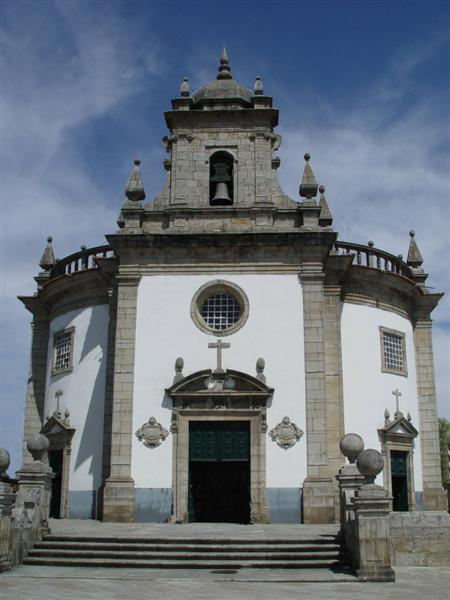
Церковь Господа Иисуса в Барселуше.
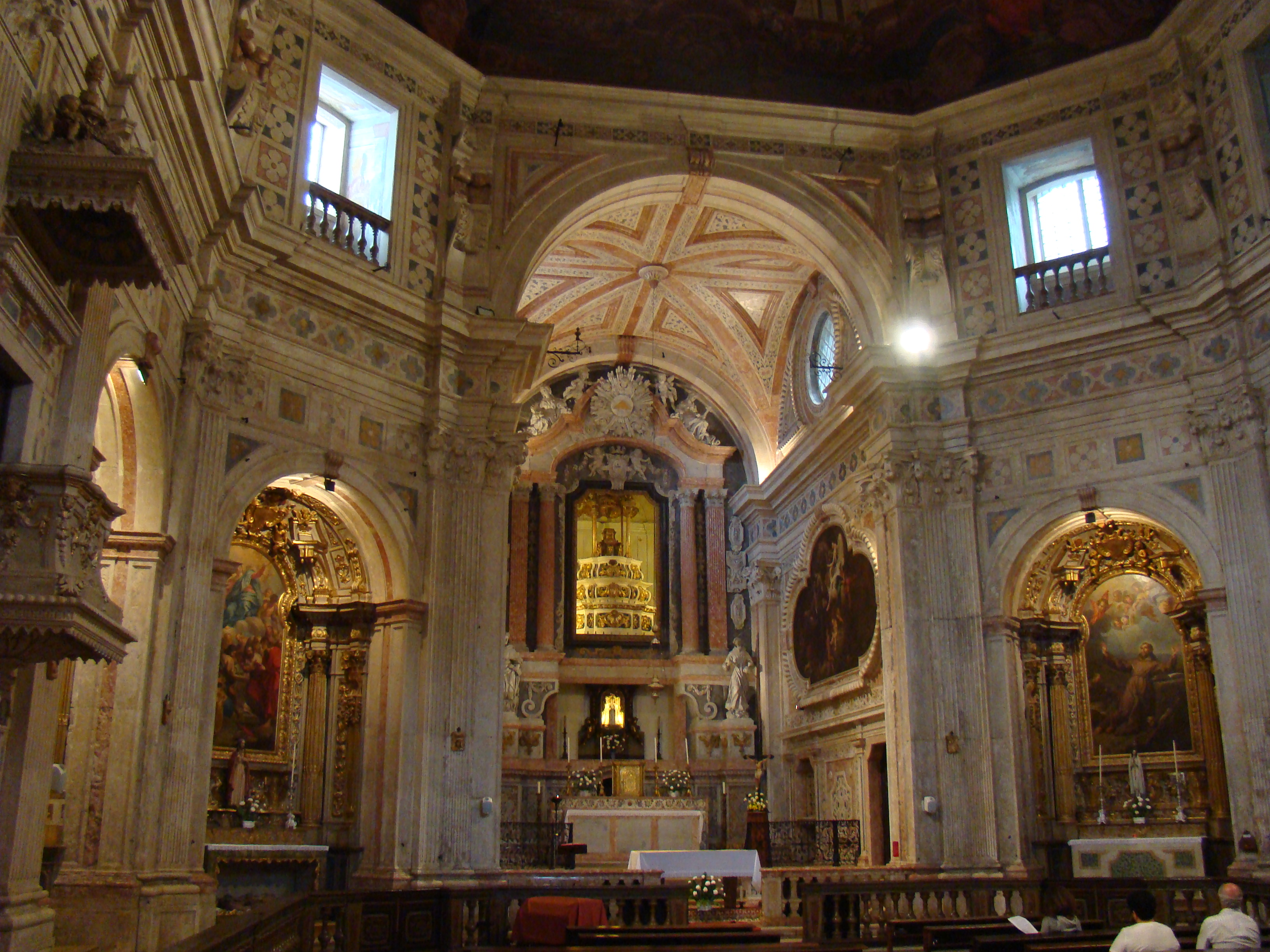
В церкви Рождества Господня, Лиссабон.